# ゆとり世代

日本の人口ピラミッド（世代を注記）

ゆとり世代（ゆとりせだい）とは、「ゆとり教育」を受けた世代のことを指すマスコミによる造語である。ゆとり世代については明確な定義、範囲はなく、諸説ある。また、文部科学省はゆとり教育という言葉を用いておらず、言い換えに該当する言葉はないとしている。
一般には、下記の年代区分がゆとり世代とされる。
- 小中学校において2002年度施行[1][2]（高等学校は2003年度[3]）の学習指導要領による教育を受けた世代（1987年4月2日 - 2004年4月1日生まれ）[4][5][6][7]
- 小中学校において1980年度以降（高等学校は1982年度以降）の学習指導要領[8][9]による教育を受けた世代（1966年4月2日 - 2004年4月1日生まれ）[10][11][12]。

## 背景
詰め込み教育による落ちこぼれと剥落学力問題の反省から、大幅な学習量の精選と思い切った授業時間の削減が行われ、1980年度に「ゆとりと充実」を掲げて教育方針を掲げた学習指導要領、1992年度に「新学力観」を掲げた学習指導要領、そして2002年度に「生きる力」を掲げた学習指導要領が施行された。1980年から全面実施された学習指導要領の改訂では大幅な学習量の精選と思い切った授業時間の削減が行われた。
1980年度学習指導要領以降、学力低下を危惧する声が出始め後にゆとり世代と呼ばれ始めた『日本の教育がよく分かる本』（PHP文庫出版）では、「詰め込み教育」世代と「ゆとり教育」世代に分けた時、1980年の学習指導要領改訂を論拠として、ゆとり教育世代には、当時（2014年1月）30代 - 40代も含まれると指摘している。更に、1980年から学校教育を受けた世代こそ「ゆとり世代」の草分けともされている。
また、ゆとり世代は1966年4月2日 - 2004年4月1日生まれとする意見と1987年 - 2004年生まれとする意見がある。
学習量削減から20年が経過した（その間も削減傾向は継続された）2002年度に施行された学習指導要領をはじめに受けたことになる1985年度生まれの世代をメディア等で「ゆとり第一世代」と呼称するようになった。
狭義のゆとり教育（2002年実施の学習指導要領）を受けたことのある世代は、1987年4月2日から2004年4月1日生まれである。
「ゆとり世代」はマスコミなどの間で若者バッシングの用語として定着した。ただ、メディアによる若者バッシングのターゲットとしてゆとり世代攻撃の対象にされたのは前述の狭義のゆとり教育を受けた世代の範囲よりもさらに狭く、概ね平成一桁（1989年～1997年）生まれがピンポイント的にバッシングされていた。学力低下の不安から、小学校は2011年度、中学校では2012年度、高等学校では2013年度から学年進行で学習指導要領の再改定が実施された。この改定後の教育はマスコミから脱ゆとり教育と呼ばれている。しかし、ゆとり教育廃止後の2011年以降に小学校に入学した者も、2020年のコロナ禍発生においては、教育面でも大きなダメージを受けた（日本における2019年コロナウイルス感染症による教育への影響を参照のこと）。
年代区分には諸説があるが、以降は特に記載がない場合、1987年生まれ以降に関する内容とする。

## 成長過程と経済情勢
この世代は生まれて以来日本が「調子がよかった」ことがなく、価値観にも影響を与えたとされる。平成時代は、1991年にバブル崩壊が起き、阪神・淡路大震災（1995年）、90年代後半の金融危機、アジア通貨危機（1998年）、ゼロ金利政策（1999年）や戦後初のデフレ宣言（2001年）、格差社会化（2000年代）、消えた年金問題（2007年）、リーマンショックに伴う世界金融危機（2007年以降）、GDP世界2位陥落（2010年）、東日本大震災（2011年）、産業の海外移転と空洞化、半導体・家電・デジタル敗戦、少子高齢化社会突入などを経験。消費税も上がり続けた。さらにコロナ禍（2020年）のあおりを受けて適齢期に結婚や出産の機会を逃した者も少なくなかった。いざなみ景気やアベノミクスでの一時回復はあったものの基本的に低成長・マイナス成長の時代を過ごした。
このようなバブル経済崩壊のあとに長らく続く経済停滞の風潮を受け、戦後の経済成長期の世代と比較すると堅実で安定した生活を求める傾向があり、流行に左右されず、無駄がなく自分にここちいいもの、プライドよりも実質性のあるものを選ぶという消費スタイルをもっている。また、結果を悟り高望みをしないため、この世代は「さとり世代」とも呼ばれている。

## 就職活動

### ゆとり世代の就職状況の変化
2006年から2008年にかけて、一時的な景気の回復により、2006年から2009年に卒業して就職した者（ゆとり第一世代の高校・短大・専門学校卒など）には売り手市場の恩恵を受けた者もいるが、サブプライムローン問題に端を発する世界金融危機などの要因による急激な景気悪化により、1987年度生まれ周辺の就職状況は厳しくなった。特に大卒（2010年卒）の就職率は、前年比で7.6%という大幅減少で60.8%（男56.4%、女66.6%）であった。読売新聞社の調査によれば、このような就職状況の悪化から、2010年大学卒業予定者だった約56万8000人のうち、約7万9000人（7人に1人）以上が就職留年を選択している。また、2011年3月11日発生に発生した東日本大震災もあり、マスコミによっては、（就職）超氷河期、超就職氷河期などと表現する人もいる。また、その時期に就職活動を行ったゆとり第一世代を「リーマンショック世代」と呼ぶこともある。
しかし、就職率は2010年卒以降増加しており2014年卒（大卒）は69.8%となり、2018年卒は77.1%にまで上昇した。なお、非正規雇用の問題があるなか、2012年卒から就職率だけでなく正規雇用なのか非正規雇用なのかも調査するようになった。2012年卒の非正規雇用の就職率は3.9%、2018年卒は3.0%であり、減少傾向にある。また、学生調査においても就職状況が厳しいと答える学生が過半数ではあるものの、楽だと答える学生が年々増加しており、2014年卒の学生は33.9%が楽と答えている（2010年卒は1.2%）。また、人事担当者による調査によると、2011年卒や2012年卒までの就職状況では「氷河期」と答えている人が多かったが2015年卒の就職状況は、「氷河期」（11.8%）と答える人よりも「売り手」（19.4%）と答える人の方が多く、逆に人手不足が問題となっている。（下の表を参照）

### 就職率の変化
以下、留年、浪人等のない場合の学歴別就職率である。
1987年度生まれは、留年、浪人をしなければ、2003年に中学を卒業、2006年に高校を卒業、2008年に専門、短大を卒業、2010年に大学を卒業、2012年に修士を卒業、2015年に博士を卒業する。ここでの就職率は、卒業者のうち就職した者の割合であるため、進学率の高い高卒は就職率が低い。また、男女比は学歴によって格差があり、高卒、修士卒、博士卒は男性の方が就職率が高いのに対して、専門卒、短大卒、大卒は女性の方が就職率が高い。
■ : 就職氷河期（2010年 - 2013年卒）
| 誕生年度 | 高校卒 | 専門卒 | 短大卒 | 大学卒 | 修士卒 | 博士卒 |
| -------- | ------ | ------ | ------ | ------ | ------ | ------ |
| 1987     | 18.0   | 54.2   | 72.0   | 60.8   | 73.3   | 67.2   |
| 1988     | 18.5   | 53.6   | 69.9   | 61.6   | 73.7   | 67.4   |
| 1989     | 19.0   | 51.5   | 65.4   | 63.9   | 74.4   | 67.7   |
| 1990     | 18.2   | 54.3   | 68.2   | 67.3   | 76.2   | 67.7   |
| 1991     | 15.8   | 57.6   | 70.8   | 69.8   | 77.2   | 69.0   |
| 1992     | 16.3   | 58.0   | 73.5   | 72.6   | 78.2   | -      |
| 1993     | 16.8   | 57.6   | 75.2   | 74.7   | 78.5   | -      |
| 1994     | 17.0   | 58.3   | 78.1   | 76.1   | 78.6   | -      |
| 1995     | 17.5   | 57.9   | 79.2   | 77.1   | -      | -      |

| 高校卒 | 高校卒 | 専門卒 | 専門卒 | 短大卒 | 短大卒 | 大学卒 | 大学卒 | 修士卒 | 修士卒 | 博士卒 | 博士卒 |
| 男     | 女     | 男     | 女     | 男     | 女     | 男     | 女     | 男     | 女     | 男     | 女     |
| ------ | ------ | ------ | ------ | ------ | ------ | ------ | ------ | ------ | ------ | ------ | ------ |
| 17.5   | 17.5   | 57.6   | 57.6   | 75.2   | 75.2   | 69.8   | 69.8   | 74.4   | 74.4   | 66.0   | 66.0   |
| 21.1   | 13.9   | 56.4   | 64.1   | 56.3   | 77.4   | 64.9   | 75.8   | 79.2   | 62.8   | 69.8   | 57.4   |

| 生まれ | 年卒 | 超氷河期 | 氷河期 | どちらでもない | まだ売り手市場 | かなり売り手市場 |
| ------ | ---- | -------- | ------ | -------------- | -------------- | ---------------- |
| 1988   | 2011 | 12.5     | 51.8   | 29.6           | 5.2            | 0.8              |
| 1989   | 2012 | 11.7     | 51.8   | 30.9           | 4.7            | 0.8              |
| 1990   | 2013 | 11.0     | 39.3   | 41.3           | 6.8            | 1.8              |
| 1991   | 2014 | 7.1      | 37.8   | 46.6           | 6.6            | 1.9              |
| 1992   | 2015 | 1.9      | 11.8   | 61.9           | 19.4           | 5.0              |

### 企業の変化
ゆとり世代が就職するころ、企業によっては会社の形が少し変化するところもあった。会社によっては英語を公用語にしたり、外国人の採用を増やしたり、3年以内既卒者を新卒と扱う動きなど企業や採用のスタイルが変わりつつあった。
就職活動も大きく流れが変わり、採用時期が大きく変化し（下の表参照）、インターンシップも活発となった。
|          | 2010年 - 2012年卒 | 2013年 - 2015年卒 | 2016年卒 | 2017年卒 - 2025年卒 | 2026年卒以降 |
| -------- | ----------------- | ----------------- | -------- | ------------------- | ------------ |
| 広告活動 | 大学の日程を尊重  | 前年の12月以降    | 3月以降  | 3月以降             | 規制なし     |
| 選考活動 | 早期開始の自粛    | 4月以降           | 8月以降  | 6月以降             | 規制なし     |
| 内定日   | 10月以降          | 10月以降          | 10月以降 | 10月以降            | 規制なし     |

- 2010年 - 2012年卒の大まかなスケジュールは、前年の10月以降にエントリー、2月ごろから採用試験という流れであった[50]。
- 実際には、選考活動が指針よりも早いところも多い[50]。
- 2016年卒の時経団連加盟企業の8割以上が悪影響があったと答えたため、2017年卒以降選考開始時期を2か月前倒しすることとなった[51]。

## デジタルネイティブ
1995年にPHSが登場し、1996年にポケットベルが隆盛を迎え、2000年前後になると携帯電話やインターネットが普及し、メールをはじめSNSを利用したコミュニケーションツールが発展した。このような変化の中、学生時代からインターネットのある生活環境の中で育ってきた世代をデジタルネイティブ世代と呼び、橋元良明らは、パソコンでインターネットを活用した76世代、携帯電話で活用した86世代、クラウド環境での集合知を活用する96世代（ネオ・デジタルネイティブ）に分類している。

## 少子社会

日本の出生数（棒グラフ）と合計特殊出生率（折れ線グラフ）。1947年（昭和22年）以降。近年、合計特殊出生率は増加しているにもかかわらず、出生数の減少は続いている。

丙午による出生率減によって合計特殊出生率が1.58であった1966年よりも低い1.57を1989年に記録したことが1990年に発表され、「1.57ショック」と呼ばれて注目を集めた。また、平成16年版少子化社会白書は、子どもの数が高齢者人口（65歳以上人口）よりも少なくなった社会を「少子社会」と定義し、1997年に少子社会へ突入したと記載している。
ゆとり世代が子どもを持つ年齢になった2010年代では、少子化問題がより顕著となった。2011年には第一子出産時の母親の年齢平均が30歳を突破し、2018年現在では30.7歳となった。合計特殊出生率は、2005年の1.26を記録以来微増し、2017年時点は1.43となったが、出産適齢期の女性が減っているため、出生数は減少し、2016年には年間の出産数が100万人を割った（2022年時点では77万759人）。
2017年時点での母親の年齢階級別の出生数では、30～34歳が最も多く34万5419人であるが、25～29歳（2017年時点でのゆとり世代の年齢に相当）が24万933人、35～39歳が21万6938人と、30～34歳以外での出生数も多く、20～24歳も7万9264人、40～44歳も5万2101人と少なからずいる。そのため、7割がママ友・パパ友との年の差ギャップを感じているというアンケート結果もある。ただ、ゆとり世代が新生児の親の多数派を占めるようになるのは令和改元後の2019年5月1日以降のことである。また、2020年に発生したコロナ禍のあおりを受けて、適齢期に結婚や出産、子作りの機会を逃したケースもゆとり世代には多く、それが2020年以降の出生数・出生率の大幅減につながっているともいわれている。2023年時点での母親の年齢階級別の出生数では、30～34歳（2023年時点でのゆとり世代の年齢に相当）が最も多く26万5107人であるが、25～29歳が18万9337人、35～39歳が17万3519人と、30～34歳以外での出生数も多く、20～24歳も4万7192人、40～44歳も4万6019人と少なからずいる。

## 教育の変化
1992年9月12日に毎月第2土曜日が、1995年4月22日からは第4土曜日も休業日となり、2002年度から学校完全週5日制に変更された。ただし、2010年代になると学校や自治体の権限によって、土曜日の授業が復活したところもある。
また、ゆとり世代の小学校時代は、校外での登下校時においても名札を着用した最後の世代であり、ランドセルも男子は黒色、女子は赤色と事実上決まっていた最後の世代でもあった。
2006年から大学入試の基準が変更となった。センター試験では、リスニングが追加された。また、薬学部薬学科が6年制教育となった。
学力低下の不安の煽りを受け、学習塾への通塾者が増えたり、私立の中高一貫校を中学受験した者が増えたほか（2008年には私立中学受験率は首都圏で14.8%と過去最高を記録した）、2007年には、全国学力・学習状況調査が導入され、地域によっては学力改善のための教育を学校や自治体独自で取り組むといったもことも行われた。
通知表等は相対評価ではなく絶対評価であり、「生きる力」を重視する教育方針を継続している。

### 授業時数の変化
以下にゆとり教育前の教育、ゆとり教育、脱ゆとり教育の移行措置教育、脱ゆとり教育のそれぞれの学年での授業時数を示す。
資料
- 小学校における各教科等の授業時数等の変遷
- 中学校における各教科等の授業時数等の変遷
- 移行措置期間中の標準授業時数案について

| 色             | 白                 | 赤         | 黄色     | 青           |
| 示している教育 | ゆとり教育前の教育 | ゆとり教育 | 移行措置 | 脱ゆとり教育 |

| 年度生まれ | 小1 | 小2 | 小3 | 小4  | 小5  | 小6  | 中1  | 中2  | 中3  | 総授業時間数 |
| ---------- | --- | --- | --- | ---- | ---- | ---- | ---- | ---- | ---- | ------------ |
| 1986       | 850 | 910 | 980 | 1015 | 1015 | 1015 | 1050 | 1050 | 1050 | 8935         |
| 1987       | 850 | 910 | 980 | 1015 | 1015 | 1015 | 1050 | 1050 | 980  | 8865         |
| 1988       | 850 | 910 | 980 | 1015 | 1015 | 1015 | 1050 | 980  | 980  | 8795         |
| 1989       | 850 | 910 | 980 | 1015 | 1015 | 1015 | 980  | 980  | 980  | 8725         |
| 1990       | 850 | 910 | 980 | 1015 | 1015 | 945  | 980  | 980  | 980  | 8655         |
| 1991       | 850 | 910 | 980 | 1015 | 945  | 945  | 980  | 980  | 980  | 8585         |
| 1992       | 850 | 910 | 980 | 945  | 945  | 945  | 980  | 980  | 980  | 8515         |
| 1993       | 850 | 910 | 910 | 945  | 945  | 945  | 980  | 980  | 980  | 8445         |
| 1994       | 850 | 840 | 910 | 945  | 945  | 945  | 980  | 980  | 980  | 8375         |
| 1995       | 782 | 840 | 910 | 945  | 945  | 945  | 980  | 980  | 980  | 8307         |
| 1996       | 782 | 840 | 910 | 945  | 945  | 945  | 980  | 980  | 980  | 8307         |
| 1997       | 782 | 840 | 910 | 945  | 945  | 980  | 980  | 980  | 1015 | 8377         |
| 1998       | 782 | 840 | 910 | 945  | 980  | 980  | 980  | 1015 | 1015 | 8447         |
| 1999       | 782 | 840 | 910 | 980  | 980  | 980  | 1015 | 1015 | 1015 | 8517         |
| 2000       | 782 | 840 | 945 | 980  | 980  | 980  | 1015 | 1015 | 1015 | 8552         |
| 2001       | 782 | 875 | 945 | 980  | 980  | 980  | 1015 | 1015 | 1015 | 8587         |
| 2002       | 816 | 875 | 945 | 980  | 980  | 980  | 1015 | 1015 | 1015 | 8621         |
| 2003       | 816 | 910 | 945 | 980  | 980  | 980  | 1015 | 1015 | 1015 | 8656         |
| 2004       | 850 | 910 | 945 | 980  | 980  | 980  | 1015 | 1015 | 1015 | 8690         |

※私立学校ではこの限りではない。また、公立学校においても必ずしも上記の状態であったわけではない。

## PISAの順位変動
ゆとり世代のPISA（OECD生徒の学習到達度調査）の結果は以下の通りである。順位の下落が問題となったが、参加国数の増加、各国の教育水準の向上などにより前の世代との単純比較はできない。PISA2003及びPISA2012では、問題解決能力も実施され、PISA2018ではグローバル・コンピテンスが新たに導入された。PISA2000からPISA2012までは筆記型調査であったが、PISA2015以降はコンピュータ使用型調査に移行した。一部の国地域において筆記型調査に加えて、PISA2009ではコンピュータを使用した読解力調査（デジタル読解力）、PISA2012ではデジタル読解力、デジタル数学的リテラシーが実施された。
| PISA     | 受験対象生まれ | 読解力 | 数学的 リテラシー | 科学的 リテラシー | 問題解決能力 | グローバル・ コンピテンス |
| -------- | -------------- | ------ | ----------------- | ----------------- | ------------ | ------------------------- |
| PISA2000 | 1984年度生まれ | 8位    | 1位               | 2位               | -            | -                         |
| PISA2003 | 1987年度生まれ | 14位   | 6位               | 2位               | 4位          | -                         |
| PISA2006 | 1990年度生まれ | 15位   | 10位              | 6位               | -            | -                         |

また、点数に関しても、全数調査ではなく標本調査であること、順位間で有意差がないところもあることに留意が必要であり、考慮した最低順位の結果は以下の通りである。
| PISA     | 受験対象生まれ | 読解力 | 数学的 リテラシー | 科学的 リテラシー | 問題解決能力 | グローバル・ コンピテンス |
| -------- | -------------- | ------ | ----------------- | ----------------- | ------------ | ------------------------- |
| PISA2009 | 1993年度生まれ | 9位*1  | 12位              | 6位               | -            | -                         |
| PISA2012 | 1996年度生まれ | 4位*1  | 7位*1             | 4位               | 3位          | -                         |
| PISA2015 | 1999年度生まれ | 9位    | 6位               | 3位               | -            | -                         |
| PISA2018 | 2002年度生まれ | 20位   | 8位               | 5位               | -            | 不参加*2                  |

- 出典：OECD生徒の学習到達度調査（PISA）

*1：PISA2009のデジタル読解力は4位、PISA2012でのデジタル読解力は4位、PISA2012でのデジタル数学的リテラシーは6位であった。
*2：PISA2018のグローバル・コンピテンスは、文化的多様性に対する価値観を1つの指標で順位付けされる事を懸念し参加を見送った。次回については、参加を検討している。

### 教科ごとの順位の推移
■ : PISA2003以降参加国・地域

■ : PISA2006以降参加国・地域

■ : PISA2009以降参加国・地域
| 順位 | PISA2000         | PISA2003                          | PISA2006           | PISA2009         | PISA2012     | PISA2015         | PISA2018         |  |
| ---- | ---------------- | --------------------------------- | ------------------ | ---------------- | ------------ | ---------------- | ---------------- |  |
| 1    | フィンランド     | フィンランド                      | 韓国               | 上海             | 上海         | シンガポール     | 上海             |  |
| 2    | カナダ           | 韓国                              | フィンランド       | 韓国             | 香港         | 香港             | シンガポール     |  |
| 3    | ニュージーランド | カナダ                            | 香港               | フィンランド     | シンガポール | カナダ           | マカオ           |  |
| 4    | オーストラリア   | オーストラリア リヒテンシュタイン | カナダ             | 香港             | 日本         | フィンランド     | 香港             |  |
| 5    | アイルランド     | オーストラリア リヒテンシュタイン | ニュージーランド   | シンガポール     | 韓国         | アイルランド     | エストニア       |  |
| 6    | 韓国             | ニュージーランド                  | アイルランド       | カナダ           | フィンランド | エストニア       | カナダ           |  |
| 7    | イギリス         | アイルランド                      | オーストラリア     | ニュージーランド | アイルランド | 韓国             | フィンランド     |  |
| 8    | 日本             | スウェーデン                      | リヒテンシュタイン | 日本             | 台湾         | 日本             | アイルランド     |  |
| 9    | スウェーデン     | オランダ                          | ポーランド         | オーストリア     | カナダ       | ノルウェー       | 韓国             |  |
| 10   | オーストリア     | 香港                              | スウェーデン       | オランダ         | ポーランド   | ニュージーランド | ポーランド       |  |
| 11   |                  | ベルギー                          | オランダ           |                  |              |                  | スウェーデン     |  |
| 12   |                  | ノルウェー                        | ベルギー           |                  |              |                  | ニュージーランド |  |
| 13   |                  | スイス                            | エストニア         |                  |              |                  | アメリカ         |  |
| 14   |                  | 日本                              | スイス             |                  |              |                  | イギリス         |  |
| 15   |                  | マカオ                            | 日本               |                  |              |                  | オーストラリア   |  |
| 16   |                  |                                   |                    |                  |              |                  | 台湾             |  |
| 17   |                  |                                   |                    |                  |              |                  | デンマーク       |  |
| 18   |                  |                                   |                    |                  |              |                  | ノルウェー       |  |
| 19   |                  |                                   |                    |                  |              |                  | ドイツ           |  |
| 20   |                  |                                   |                    |                  |              |                  | 日本             |  |

| 順位 | PISA2000              | PISA2003           | PISA2006                  | PISA2009           | PISA2012           | PISA2015               | PISA2018     |
| ---- | --------------------- | ------------------ | ------------------------- | ------------------ | ------------------ | ---------------------- | ------------ |
| 1    | 日本                  | 香港               | 台湾                      | 上海               | 上海               | シンガポール           | 上海         |
| 2    | 韓国                  | フィンランド       | フィンランド              | シンガポール       | シンガポール       | 香港                   | シンガポール |
| 3    | ニュージーランド      | 韓国               | 香港 韓国                 | 香港               | 香港               | マカオ                 | マカオ       |
| 4    | フィンランド          | オランダ           | 香港 韓国                 | 韓国               | 台湾               | 台湾                   | 香港         |
| 5    | オーストラリア カナダ | リヒテンシュタイン | オランダ                  | 台湾               | 韓国               | 日本                   | 台湾         |
| 6    | オーストラリア カナダ | 日本               | スイス                    | フィンランド       | マカオ             | 北京・上海・江蘇・広東 | 韓国         |
| 7    | スイス                | カナダ             | カナダ                    | リヒテンシュタイン | 日本               | 韓国                   | エストニア   |
| 8    | イギリス              | ベルギー           | マカオ リヒテンシュタイン | スイス             | リヒテンシュタイン | スイス                 | 日本         |
| 9    | ベルギー              | マカオ スイス      | マカオ リヒテンシュタイン | 日本               | スイス             | エストニア             | オランダ     |
| 10   | フランス              | マカオ スイス      | 日本                      | カナダ             | オランダ           | カナダ                 | ポーランド   |

| 順位 | PISA2000                      | PISA2003                        | PISA2006           | PISA2009         | PISA2012     | PISA2015               | PISA2018     |
| ---- | ----------------------------- | ------------------------------- | ------------------ | ---------------- | ------------ | ---------------------- | ------------ |
| 1    | 韓国                          | フィンランド 日本               | フィンランド       | 上海             | 上海         | シンガポール           | 上海         |
| 2    | 日本                          | フィンランド 日本               | 香港               | フィンランド     | 香港         | 日本                   | シンガポール |
| 3    | フィンランド                  | 香港                            | カナダ             | 香港             | シンガポール | エストニア             | マカオ       |
| 4    | イギリス                      | 韓国                            | 台湾               | シンガポール     | 日本         | 台湾                   | エストニア   |
| 5    | カナダ                        | リヒテンシュタイン オーストリア | エストニア 日本    | 日本             | 韓国         | フィンランド           | 日本         |
| 6    | ニュージーランド オーストリア | リヒテンシュタイン オーストリア | エストニア 日本    | 韓国             | フィンランド | マカオ                 | フィンランド |
| 7    | ニュージーランド オーストリア | マカオ                          | ニュージーランド   | ニュージーランド | アイルランド | カナダ                 | 韓国         |
| 8    | オーストリア                  | オランダ                        | オーストリア       | カナダ           | 台湾         | 香港                   | カナダ       |
| 9    | アイルランド                  | チェコ                          | オランダ           | エストニア       | カナダ       | 北京・上海・江蘇・広東 | 香港         |
| 10   | スウェーデン                  | ニュージーランド                | リヒテンシュタイン | オーストリア     | ポーランド   | 韓国                   | 台湾         |

?
資料：OECD生徒の学習到達度調査（PISA）